# تنغرام

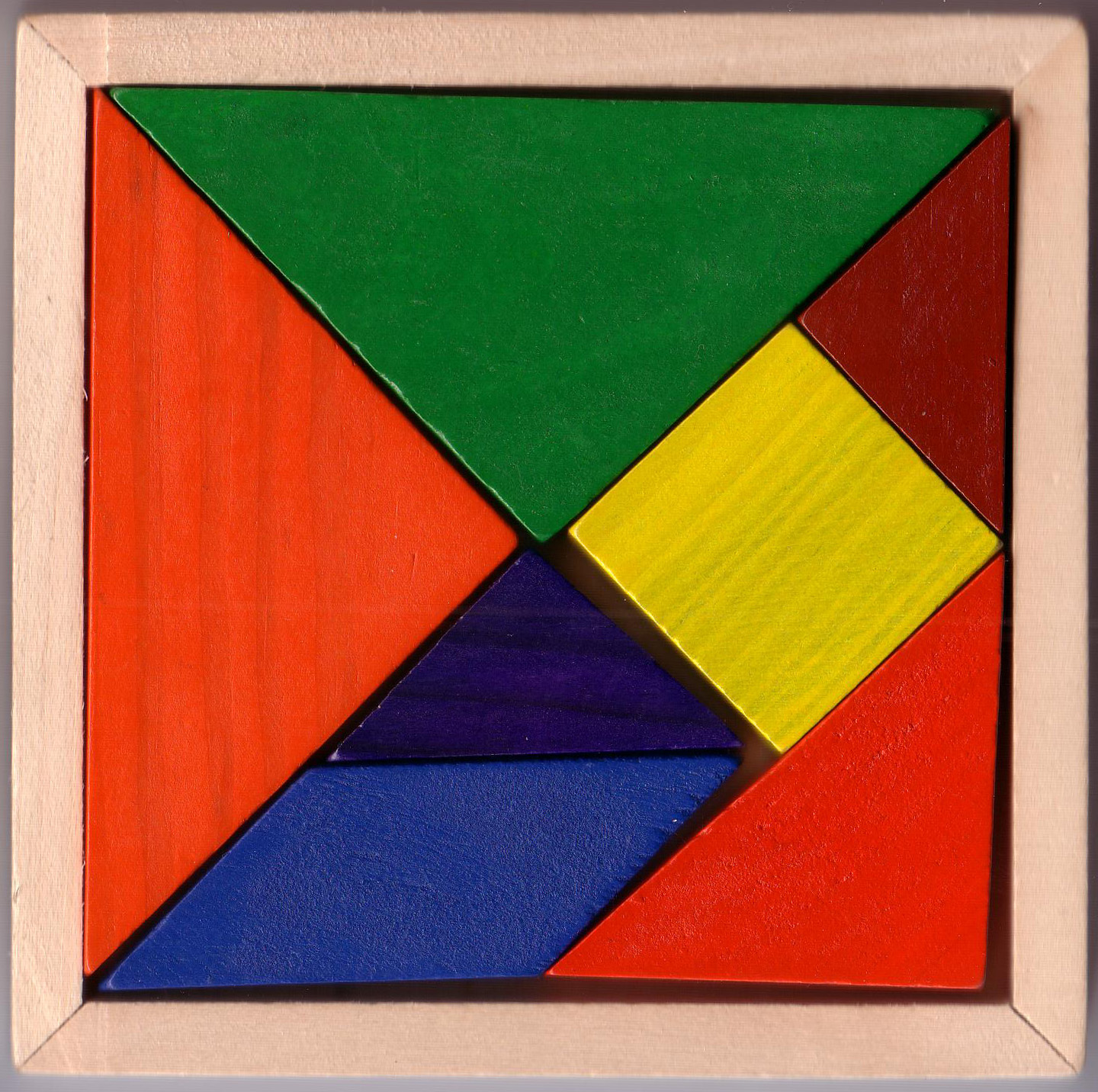
تكوين مربع الشكل لتخزين أحجية التنغرام.

تنغرام أو تانغرام (بالصينية:七巧板، بالإنكليزية: Tangram، حرفيّاً تعني: سبعة ألواح من المهارة) هي أحجية تتكون من سبع قطع مسطحة، تسمى تانز (tans)، والتي يتم تجميعها معًا لتشكيل الأشكال. الهدف من هذه الأحجية هو تشكيل شكل معين (مع إعطاء مخطط أو صورة ظلية فقط) باستخدام جميع القطع السبع، والتي لا يمكن أن تتداخل. تم اختراع التنغرام في الصين خلال عهد أسرة سونغ، ونقلت إلى أوروبا عن طريق تجارة السفن في أوائل القرن التاسع عشر. أصبحت شائعة جدًا في أوروبا لبعض الوقت، ثم انتشرت مرة أخرى خلال الحرب العالمية الأولى. وصف أحد علماء النفس الصينيين التنغرام بأنها «الاختبار النفسي الأقدم في العالم»، على الرغم من أنه تم تصميمها للترفيه وليس للتحليل.

## أصل الكلمة
أصل كلمة «تنغرام» غير معروف بدقّة. لكن حسب ما يبدو أنّ المقطع «غرام» من اليونانية γράμμα (الحرف المكتوب أو الحرف الذي يتم رسمه). كما يُعتقد أن المقطع تان "Tan" من الصينية ويعني «التوسّع» من الممكن أيضًا أن يأتي المقطع "tan" من كلمة الظل (المستخدمة في علم الزوايا والمثلثات في الرياضيات).

## أشكال القطع

تتألف اللعبة من سبع قطع هندسية: خمسة مثلثات مختلفة (كل منها متساوي الساقين وقائم)، وهي: مثلثان كبيران، مثلثان صغيران ومثلث وسطي، مربع واحد ومتوازي الأضلاع واحد، وهذه القطع بمجموعها تؤلف مربعاً واحداً منتظماً (كما في الشكل أعلاه).

## المفارقات
مفارقة تانجرام هي مغالطة تشريح: شخصيتان مكونتان من نفس مجموعة القطع، ويبدو أن أحدهما مجموعة فرعية مناسبة من الآخر. إحدى المفارقات الشهيرة هي مفارقة الرهبان المنسوبة إلى هنري دودني، والتي تتكون من شكلين متشابهين، أحدهما به قدم والآخر مفقود. في الواقع، يتم تعويض مساحة القدم في الشكل الثاني بجسم أكبر بمهارة.
مفارقة تنجرام كأس النرد السحري – من كتاب سام لويد كتاب تان الثامن (1903). تم تشكيل كل من هذه الكؤوس باستخدام نفس الأشكال الهندسية السبعة. لكن الكوب الأول كامل، والكوب الآخر يحتوي على أماكن شاغرة بأحجام مختلفة. (لاحظ أن الذي على اليسار أقصر قليلاً من الاثنين الآخرين. والذي في المنتصف أعرض قليلاً من الذي على اليمين، والذي على اليسار أضيق).
مفارقة تانجرام مربعة مقطوعة – من كتاب لويد كتاب تان الثامن (1903): يمثل الشكلان السابع والثامن المربع الغامض، المبني من سبع قطع: ثم بزاوية مقطوعة، وما زالت نفس القطع السبع مستخدمة.

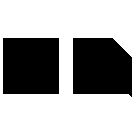